# Rødbyhavn
Rødbyhavn es una localidad situada en el municipio de Lolandia, en la región de Selandia (Dinamarca), con una población en 2012 de unos 1905 habitantes.
Se encuentra ubicada al oeste de la isla de Lolandia, junto a la costa del mar Báltico.